# Gudmundrå socken
Gudmundrå socken i Ångermanland uppgick 1947 i Kramfors stad och området ingår sedan 1971 i Kramfors kommun och motsvarar från 2016 Gudmundrå distrikt.
Socknens areal är 230,40 kvadratkilometer, varav 202,60 land. År 2000 fanns här 9 095 invånare. Tätorterna Kramfors, Frånö och Lunde samt sockenkyrkan Gudmundrå kyrka ligger i socknen. 

## Administrativ historik
Gudmundrå socken har medeltida ursprung.
Vid kommunreformen 1862 övergick socknens ansvar för de kyrkliga frågorna till Gudmundrå församling och för de borgerliga frågorna bildades Gudmundrå landskommun. Landskommunen ombildades 1947 till Kramfors stad som 1971 ombildades till Kramfors kommun.
1 januari 2016 inrättades distriktet Gudmundrå, med samma omfattning som församlingen hade 1999/2000.  
Socknen har tillhört fögderier, tingslag och domsagor enligt vad som beskrivs i artikeln Ångermanland.  De indelta båtsmännen tillhörde Andra Norrlands förstadels båtsmanskompani.

## Geografi
Gudmundrå socken ligger vid Ångermanälvens mynning. Socknen har odlingsbygd vid vattendragen och är i övrigt en skogs- och bergsbygd.
Socknen omfattar framförallt tätorten Kramfors, vilken befolkningsmässigt dominerar socknen. Vidare ligger här orterna Sprängsviken, Lunde, Frånö, Dynäs samt Sandviken. Samtliga ligger på Ångermanälvens mynningsviks västra strand. 
På en udde strax norr om Dynäs ligger ett Svalltorn. Det är en sorts vattentorn, vilket byggdes för att utjämna övertrycket i den sötvattenstunnel från Hammar uppströms, vilken leder vatten hit till Dynäs-Väja. Projekten med nämnd vattentunnel drevs främst av Herbert Höglund, ordförande i dåvarande kommunfullmäktige i Kramfors.
Gudmundrå socken omfattar Svanö (dock ej Sandö), som ligger i Ångermanälven strax uppströms Sandöbron, vars västra landfäste vid Lunde ligger inom socknen. Över Sandöbron går nuvarande länsväg 332 (tidigare E4).
Socknens sydligaste punkt ligger på Ramön, som är en halvö, vilken sticker ut i älven någon kilometer nordost om Gustavsvik (i Högsjö socken). I detta södra område ligger även Nänsjö gård, belägen på en bergshöjd på en udde i Ångermanälven
Socknen gränsar i söder mot Högsjö socken i Härnösands kommun. Socknen sträcker sig sedan västerut och omfattar den lilla skogssjön Lill-Habborn på gränsen mot Viksjö socken i Härnösands kommun. Härifrån sträcker sig socknen ytterligare västerut till dess västligaste punkt strax norr om Stor-Byxtjärn. Här ligger ett "tresockenmöte" mellan Gudmundrå, Viksjö och Graninge socknar. Gudmundrå gränsar från denna punkt österut cirka 1,5 km mot Graninge socken i Sollefteå kommun. Vid Kamsmyran ligger "tresockenmötet" Gudmundrå-Graninge-Ytterlännäs. Härifrån och österut gränsar Gudmundrå socken i norr mot Ytterlännäs socken fram till Ångermanälven. I den allra västligaste sockendelen ligger skogsbyn Habborn vid sjön Stor-Habborns norra strand. Ungefär halvvägs mellan Habborn och Kramfors ligger en bygd som domineras av byn Mjövattnet. Här, i socknens mitt, ligger även sjöarna Storvattnet, Mjövattnet och Nästvattnet. Sockengränsen faller ut i älven vid Väja station. Ute i älven gränsar socknen mot Bjärtrå socken i öster på andra sidan älven. Strax söder om Sandö (i Bjärtrå) - en kilometer nedströms Sandöbron- möts i älven Gudmundrå, Bjärtrå samt Nora socknar. Härifrån och söderut gränsar Gudmundrå socken mot Nora socken i öster på älvmynningens motsatta sida. Strax söder om Ramön möts, ute i älven, Gudmundrå, Nora och Högsjö socknar.

## Fornlämningar
Man har påträffat omkring 25-30 fornlämningar. Det rör sig om boplatser och stensättningar från stenåldern. Alla i lägen nära den äldre kusten. Från järnåldern finns 15 gravhögar. Landskapets två största högar finns vid Frånö (Gudmundshögarna).
Socknens äldsta kyrka finns i form av ruinrester. Även en ödekyrkogård finns kvar från denna medeltida kyrka. 

## Namnet
Namnet (1344 Gudmunddaradh) är ett bygdenamn som i förleden innehåller mansnamnet Gudmund och efterleden rå, radh, 'bygd'.
Namnet uttalas 'gumm-undrå', med betoning på första stavelsen.

## Befolkningsutveckling
| Befolkningsutvecklingen i Gudmundrå socken 1810–2020                                                                               | Befolkningsutvecklingen i Gudmundrå socken 1810–2020 | Befolkningsutvecklingen i Gudmundrå socken 1810–2020 | Befolkningsutvecklingen i Gudmundrå socken 1810–2020 | Befolkningsutvecklingen i Gudmundrå socken 1810–2020 |
| --- | ---------------------------------------------------- | ---------------------------------------------------- | ---------------------------------------------------- | ---------------------------------------------------- |
| |                                                      |                                                      |                                                      |                                                      |
| År |                                                      |                                                      | Folkmängd                                            |                                                      |
| 1810 | 1810                                                 |                                                      | 1 225                                                |                                                      |
| 1820 | 1820                                                 |                                                      | 1 244                                                |                                                      |
| 1830 | 1830                                                 |                                                      | 1 310                                                |                                                      |
| 1840 | 1840                                                 |                                                      | 1 551                                                |                                                      |
| 1850 | 1850                                                 |                                                      | 1 778                                                |                                                      |
| 1860 | 1860                                                 |                                                      | 2 004                                                |                                                      |
| 1870 | 1870                                                 |                                                      | 2 487                                                |                                                      |
| 1880 | 1880                                                 |                                                      | 4 163                                                |                                                      |
| 1890 | 1890                                                 |                                                      | 5 869                                                |                                                      |
| 1900 | 1900                                                 |                                                      | 8 057                                                |                                                      |
| 1910 | 1910                                                 |                                                      | 10 409                                               |                                                      |
| 1920 | 1920                                                 |                                                      | 12 321                                               |                                                      |
| 1930 | 1930                                                 |                                                      | 15 194                                               |                                                      |
| 1940 | 1940                                                 |                                                      | 14 656                                               |                                                      |
| 1950 | 1950                                                 |                                                      | 13 865                                               |                                                      |
| 1960 | 1960                                                 |                                                      | 12 400                                               |                                                      |
| 1970 | 1970                                                 |                                                      | 11 452                                               |                                                      |
| 1980 | 1980                                                 |                                                      | 10 957                                               |                                                      |
| 1990 | 1990                                                 |                                                      | 10 108                                               |                                                      |
| 2000 | 2000                                                 |                                                      | 9 095                                                |                                                      |
| 2010 | 2010                                                 |                                                      | 8 126                                                |                                                      |
| 2020 | 2020                                                 |                                                      | 8 270                                                |                                                      |
| Anm: Källor: Umeå universitet - Tabellverket 1749-1859, Demografiska databasen, CEDAR, Umeå universitet, Statistikmyndigheten SCB. |                                                      |                                                      |                                                      |                                                      |